# Saint-Dizier-la-Tour
Saint-Dizier-la-Tour ist eine französische Gemeinde mit 180 Einwohnern (Stand 1. Januar 2022) im Département Creuse in der Region Nouvelle-Aquitaine. Sie gehört  zum Arrondissement Aubusson und zum Kanton Gouzon. 

## Lage
Sie grenzt im Norden an Parsac und Gouzon, im Osten an Saint-Chabrais, im Süden an Chénérailles und Saint-Pardoux-les-Cards und im Westen an Cressat.
In der Gemeindegemarkung befinden sich einige kleine Seen und sie wird vom Fluss Goze tangiert. An der westlichen Gemeindegrenze verläuft der Fluss Verraux. Die Eisenbahnlinie Ahun – Montluçon führt durch Saint-Dizier-la-Tour, hat aber dort keinen Bahnhof.

## Bevölkerungsentwicklung
| Jahr      | 1962 | 1968 | 1975 | 1982 | 1990 | 1999 | 2008 | 2013 |
| --------- | ---- | ---- | ---- | ---- | ---- | ---- | ---- | ---- |
| Einwohner | 408  | 370  | 321  | 276  | 234  | 228  | 228  | 212  |